# Сиромашка радост
„Сиромашка радост“ е български игрален филм (комедия, драма) от 1958 година, по сценарий и режисура на Антон Маринович. Оператор е Трендафил Захариев. Създаден е по разказите „Сиромашка радост“, „Ветрената мелница“, „Среща“, „Кумови гости“, „Светите застъпници“, „На оня свят“ на Елин Пелин. Музиката във филма е композирана от Константин Илиев.

## Сюжет
В края на пазарния ден Стоян черпи, че след десет години брак му се е родил син. На излизане от кръчмата с жена си Пенка намират в каручката си подхвърлено дете – момиченце. Няма край радостта на сиромасите. Те ще отгледат и него. Суша мори земята и хората. Дядо Корчан и Лазар Дъбака се залавят да построят вятърна мелница. Дядо Корчан разказва спомени от Балканската война. На фронта той видял случайно реквизирания си вол Белчо. Внучката на дядо Корчан се обзалага с Лазар, че ще го надиграе на ръченица. Ако спечели той, тя ще му пристане. Така и става, а по небето се появяват дъждовни облаци. Лазар и невестата му тръгват с каруца на гости при кумовете. Прекарват една незабравима нощ под звездното небе…

## Състав

### Актьорски състав
| Изпълнител                      | Роля                    |
| ------------------------------- | ----------------------- |
| Народен артист: Иван Димов      | Дядо Матейко            |
| Народен артист: Георги Стаматов | Свети Петър             |
| Петко Карлуковски               | Стоян                   |
| Вяра Ковачева                   | Пенка                   |
| Кунка Баева                     | селянка                 |
| Георги Асенов                   |                         |
| Иван Братанов                   | Дядо Корчан             |
| Емилия Радева                   | Христина                |
| Коста Цонев                     | Лазар Дъбака            |
| Мишо Левиев                     |                         |
| Ганчо Ганчев                    | разбойник               |
| Петър Петров                    | Славчо                  |
| Георги Банчев                   |                         |
| Вяра Драгостинова               |                         |
| Найчо Петров (като Н. Петров)   | преподобни Максим Гръка |
| Б. Иванов                       |                         |
| Иван Запрянов                   |                         |
| М. Ганчева                      |                         |
| Иван Касабов                    |                         |
| К. Василева                     |                         |
| Продан Ортодоксиев              |                         |
| Ат. Георгиев                    |                         |
| Н. Караджов                     |                         |
| Мая Динева                      |                         |

### Творчески и технически екип
| Сценарий Режисьор   | Антон Маринович                                                         |
| Оператор            | Трендафил Захариев                                                      |
| Художници           | Ценко Бояджиев Найден Петков                                            |
| Музика              | Константин Илиев                                                        |
| Звукозапис          | Евгений Ганчев                                                          |
| Архитект            | Рандю Рандев                                                            |
| Костюми             | Невена Балтова                                                          |
| Комбинирани снимки  | Оператор: Симеон Симеонов Художник: Минчо Минчев Макети: Йордан Кирилов |
| Асистент-режисьори  | Продан Ортодоксиев Атанас Георгиев Емилия Маринович                     |
| Асистент-оператори  | Димитър Велев Никола Червенков                                          |
| Монтаж              | Ана Манолова                                                            |
| Директор            | Иван Байков                                                             |
| Музиката изпълнява: | Софийската държавна филхармония Диригент: Константин Илиев              |
| Distributed by      | Българска кинематография Студия за игрални филми /Copyright © 1958/     |